# Discographie de The Narrative
La discographie de The Narrative, un groupe de rock indépendant américain formé en 2008 à Long Island (New York).
Il se compose de Suzie Zeldin (chant et clavier) et Jesse Gabriel (chant et guitare). Jusqu'en 2010, il comprend également Charlie Seich à la batterie.
Depuis son lancement, The Narrative a fait paraître deux albums studio, The Narrative et Golden Silence, trois EPs, Just Say Yes, Nothing Without You et Kickstarter, et une compilation, B-Sides and Seasides.

## Albums studio
| Année | Titre               | Détails                                          | Notes                                                                          |
| ----- | ------------------- | ------------------------------------------------ | ------------------------------------------------------------------------------ |
| 2010  | The Narrative       | - Sortie : 26 juillet 2010 - Label : indépendant | - (Alternative Press) - (AbsolutePunk) - (Alter The Press!) - (PropertyOfZack) |
| 2016  | Golden Silence (en) | - Sortie : 2 décembre 2016 - Label : indépendant |                                                                                |

## EPs
| Année | Titre                    | Détails                                                     | Notes              |
| ----- | ------------------------ | ----------------------------------------------------------- | ------------------ |
| 2008  | Just Say Yes             | - Sortie : 30 août 2008 - Auto-promotion                    | (AbsolutePunk)     |
| 2010  | Nothing Without You (en) | - Sortie : 16 mars - 31 mars - EP auto-promotion de tournée | (Alter The Press!) |
| 2011  | Kickstarter (en)         | - Sortie : 24 mars 2011 - EP auto-promotion de tournée      | (Alter The Press!) |

## Compilation
| Année | Titre                | Détails                                          | Notes     |
| ----- | -------------------- | ------------------------------------------------ | --------- |
| 2012  | B-Sides and Seasides | - Sortie : 2 avril 2012 - Compilation de faces B | (CoolTry) |

## Singles
| Date de sortie  | Titre                  |
| --------------- | ---------------------- |
| 3 juillet 2014  | Chasing a Feeling (en) |
| 12 janvier 2016 | Moving Out             |
| 27 janvier 2016 | Toe the Line           |

## Clip vidéo
| Sortie | Titre             | Réalisateur |
| ------ | ----------------- | ----------- |
| 2014   | Chasing a Feeling | Sean O'Kane |